# Богиня Вікторія з Кальватоне
 Богиня Вікторія з Кальватоне — давньоримська бронзова скульптура, знайдена в Ломбардії на півночі Італії в першій третині 19 ст..

## Італійський період перебування
Назва Кальватоне — італійська і географічна, це не прізвище багатого власника і не титул богині. 1836 року в селищі Кальватоне селяни знайшли уламки якоїсь бронзової скульптури. Серед збережених уламків були торс богині з головою, обидві руки (без лівої частини), куля з написом, на котрій колись стояла богиня. Італійці оглянули знахідку і за першим переглядом назвали її богинею Вікторії (Перемоги), бо ту в Стародавньому Римі представляли стоячою на кулі. Відсутність крил у легковажної і мінливої богині Перемоги віднесли до втрат.

## Німецький період перебування

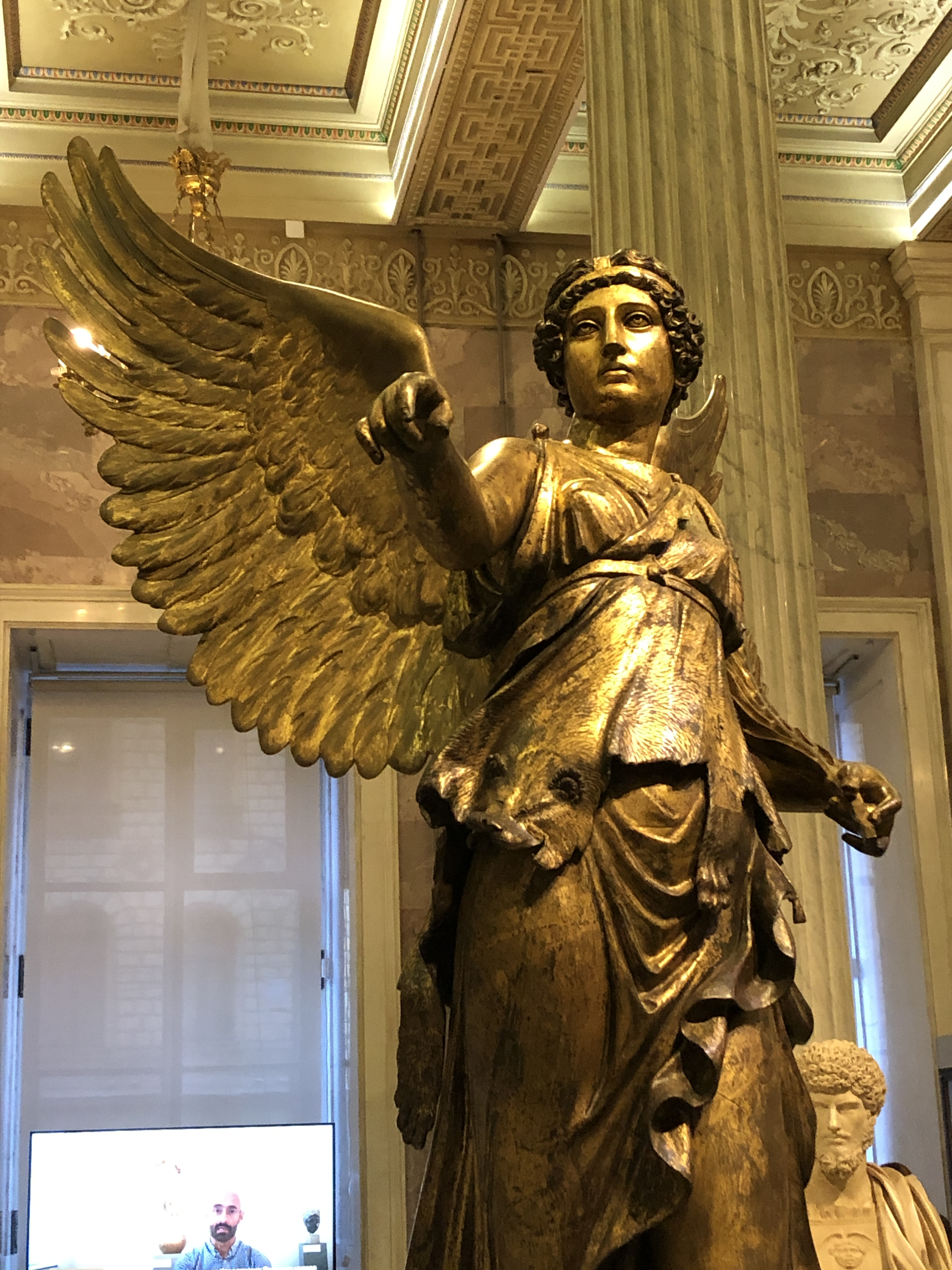

На початку 1840-х років скульптуру продали у Німеччину. Її розмістили у колекцію античних скульптур і артефактів Королівського Пруського музея, де вона посіла місце перлини збірки. Понівечена давньоримська скульптура не влаштовувала нових власників, тому було прийнято рішення відновити усі відсутні частини. Раз богиня Перемоги, то мали бути пальмова гілка та крила. До скульптури і додали відсутню частину лівої руки з пальмовою гілкою, частинку лівої ноги та крила, а також втрати на довгому одязі давньоримської богині. Їх відновили з латуні . Все це закріпили на кулі, де був збережений напис «CIL V 4089: VICTORIAE AUG / ANTONINI ET VERI / MARCUS SATRIUS MAIOR». Напис сповіщав, що скульптура встановлена в пам'ять перемоги двох римських імператорів Марка Аврелія та Люція Вера над варварами . Скульптура під назвою Вікторія Кальватоне зберігалась в берлінському музеї до 1939 року. З неї була створена низка копій, що розійшлася музеями зліпків по Західній Європі. Власну копію мав і Музей красних мистецтв доби професора Івана Цветаєва у Москві ще на початку 20 ст. А в 1844 році по замові зі столиці Російської імперії скульптор Христіан Раух створив на ливарному заводі у місті Лауххамер дві копії Вікторій, котрі розмістили на колонах, що облямовували вхід у Коногвардійський манеж в Петербурзі (збережені донині ).
З початком Другої світової війни Вікторія Кальватоне була перевезена до Імперського монетного двору Третього Рейху на площі Молькенмаркт разом з іншими історично вартісними експонатами .  

## Російський період перебування
Після захоплення Берліну вояками Червоної Армії почалися реквізиції на вивіз вартісних музейних експонатів до СРСР, бо був план створити музей перемоги імені Йосипа Сталіна в Москві, де б експонувались шедеври західноєвропейського мистецтва, перевезені з тимчасово захоплених території нацистської Німеччини. Тим же вивозом займались і війська союзників, тому частина музейних експонатів Німеччини була перевезена до сховищ  Франції, Великої Британії, США.
Серед вивезених до СРСР скарбів мистецтва опинились Дрезденська картинна галерея, збірки малюнків західноєвропейських митців 16-18 ст., скульптури доби відродження, колись приватні збірки живопису багатіїв-євреїв, реквізовані нацистами, античні артефакти, серед котрих мармуровий Пергамський вівтар  і Вікторія Кальватоне. Скульптура була оглянута радянським Комітетом по справам мистецтв для вивозу конфіскованих музейних експонатів у СРСР .
В Москві нову античну скульптуру навмисно занотували як скульптуру Франції 17 ст., аби не афішувати її попереднє побутування. Така практика (фальшивого провенансу) йшла ще з років продажу за кордон музейних скарбів за часів Сталіна з провідних музеїв більшовицької країни. Все це сприяло втраті правдивого походження речей, серед втрачених свідоцтв було і попереднє походження Вікторії Кальватоне. В літературі можна зустріти згадки, що при находженні музейних речей в Берліні поряд не було супровідних документів і наполягають саме на цій версії. Однак факти свідчать, що мали місце обидві ситуації і фальшивий провенанс - факт.

## Чергова реставрація експоната у Росії
Розшуки у 2000-х роках мали вдачу і частка документів про походження давньоримської скульптури знову потрапила до дослідників. 2016 року розпочалась і наукова реставрація так званої Вікторії Кальватоне в лабораторії Ермітажу разом з колегами з Німеччини. Реставраційні роботи тривали до 2019 року, а їх вислід був представлений на виставці «Вікторія Кальватоне : доля одного шедевра». Дослідження скульптури внутрішнім зондом дозволило знайти дату «1844» на внутрішній поверхні одного з крил. Аналіз металів довів, що доповнені частини створені з латуні, тобто це були підтвердження того, що перед дослідниками давньоримський оригінал зі складною історією перебування. Реставрацію давньоримської скульптури проводили Ігор Карлович Малкіель з колегами та помічниками .
Перепровірили і іконографію образу. Звернули увагу і на те, що залишилась непоміченою незвична деталь — звіряча шкіра на плечі фігури. Ця шкіра не була атрибутом богині Перемоги, а належала богині Діані, що була покровителькою мисливства. Водночас в Стародавньому Римі Діана була також богинею перебігу доби та зображувалась на кулі. Тобто перед нами не Богиня Перемоги, а Діана Світлоносиця, Діана, що несе світло, що не мала крил. На спині фігури не було знайдено і допоміжних конструкцій, котрі б утримували первісні крила. Все це працює на нову інтерпретацію образу як Діани Світлоносиці.
Тривале перебування скульптури в культурному просторі Європи надало можливість не міняти давно сталий образ і не знімати у фігури крил. Важкі і колись відновлені крила вагою близько 15 кілограмів замінені на більш легкі для збереження експоната.